# Club français du livre
Der Club français du livre (CFL; deutsch: Französischer Buchklub) war ein französischer Verlag. Er wurde 1946 von Stéphane Aubry und Jean-Paul Lhopital (geb. Paul Stein) gegründet. Die ersten Publikationen erschienen 1947. Der Vertrieb erfolgte in Form einer Buchgemeinschaft. 

## Verlagsprogramm und Unternehmensentwicklung

### Die Anfänge
Das Verlagsprogramm stützte sich überwiegend auf klassische Texte; die Zielgruppe bestand hauptsächlich aus progressiven Intellektuellen. Die Verlagsreihen hießen unter anderem Merveilles, Portraits de l'Histoire und Les Portiques. Der erste publizierte Titel war möglicherweise Les Aventures d'Arthur Gordon Pym, die französische Fassung von Edgar Allan Poes Roman The Narrative of Arthur Gordon Pym of Nantucket. Ebenfalls im Jahr 1947 publizierte der Verlag eine französische Fassung von Machiavellis Il Principe, Voltaires Werke Candide und L’Ingénu sowie Prosper Mérimées Chronique du règne de Charles IX.
Als weitere Autoren waren 1947 und 1948 im Verlagsprogramm vertreten:
- Denis Diderot
- Fjodor Michailowitsch Dostojewski
- Georg Christoph Lichtenberg
- Federico García Lorca
- Jean Rostand
- J.-H. Rosny aîné
- Jacques Prévert
- Jerome K. Jerome.

Die Bücher wurden zum großen Teil auf edlem Papier gedruckt. Der erste künstlerische Leiter, verantwortlich für die Gestaltung, war Pierre Faucheux. Der erste literarische Leiter war Robert Carlier.
1949 begründete der Verlag einen eigenen Literaturpreis, den Grand prix international du Club français du livre. Er wurde zum ersten Mal 1949 an den späteren Literatur-Nobelpreisträger Elias Canetti für seinen Roman Die Blendung verliehen.

### Weitere Entwicklung
Später kamen zeitgenössische Autoren hinzu, beispielsweise Marguerite Duras und Marguerite Yourcenar sowie Malcolm Lowry mit der französischen Ausgabe von Unter dem Vulkan, Au-dessous du Volcan. Auch Ersterscheinungen, beispielsweise von Michel Butor, gehörten zum Programm. Etwas später gab der Verlag komplette Lebenswerke heraus, beispielsweise von William Shakespeare, Honoré de Balzac und Pierre Marivaux.
Großer Wert wurde auf eine ansprechende, kreative Gestaltung der Bücher gelegt. Auf Grund des Layouts, der Typographie und der surrealistisch und dadaistisch inspirierten Gestaltung der Einbände ist der Stil des Verlags auch heute, Jahrzehnte später, noch deutlich erkennbar. 
1955–1957 erschienen die fünf großen Bände von Formes de l'Art, gebunden in grauem Leinen. Herausgeber war André Breton; er war auch Verfasser des ersten Bandes, L'Art magique. 
Als künstlerische Leiter agierten Robert Massin, Jacques Darche, und Jacques Daniel. Dessen Nachfolger war Claude Grégory. Die durchschnittliche Auflage pro Titel stieg von 1948 bis 1957 2500 auf 8000 Exemplare. Der Verlag publizierte vier Bücher pro Monat, seine eigenen Neuauflagen inbegriffen.
Von 1953 bis 1968 gehörten auch Schallplatten zum Unternehmensprogramm. Frank Ténot leitete die Jazz-Abteilung des Club français du disque. Hinzu kamen eine monatliche Reisezeitschrift namens Marco Polo sowie die Wissenschaftszeitschrift Diagrammes, revue scientifique.
Der Erfolg verlockte zu Nachahmungen: Die den 1950er Jahren gegründeten Buchgemeinschaften Club des libraires de France und der Club du meilleur livre versuchten sich am gleichen Geschäftsmodell.
In den 1960er Jahren erschien die erste Ausgabe der Encyclopædia Universalis. Andererseits kam es in den 1960er Jahren zu einer finanziellen und verlegerischen Krise. Bei mehreren Projekten liefen die Kosten aus dem Ruder, beispielsweise bei der 1968–1971 erschienenen Ausgabe des Gesamtwerks von Blaise Cendrars. Das Verlagsprogramm ging schließlich in der Buchgemeinschaft Le Grand Livre du mois auf. Neuauflagen ehemaliger Publikationen des Club français du livre, beispielsweise der Almanach de la Révolution Française, erschienen auch bei der Encyclopædia Universalis.
Das Unternehmen Club français du livre besteht immer noch, jedoch in Form einer reinen Finanzholding, die unter anderem literarische Rechte hält und mit ihnen handelt.